# لوتز گررشیم
لوتز گررشیم (انگلیسی: Lutz Gerresheim; ۱۹ سپتامبر ۱۹۵۸ – ۱۰ مارس ۱۹۸۰) بازیکن فوتبال اهل آلمان بود.
از باشگاه‌هایی که در آن بازی کرده‌است می‌توان به باشگاه فوتبال بوخوم اشاره کرد.
وی همچنین در تیم ملی فوتبال جوانان آلمان بازی کرده‌است.